# إدواردو بينغويشيا
إدواردو بينغويشيا (بالإسبانية: Eduardo Bengoechea) مواليد 2 يوليو 1959 في كوردوبا، قرطبة، الأرجنتين، هو لاعب كرة مضرب أرجنتيني سابق كان يلعب باليد اليمنى.

## روابط خارجية
- إدواردو بينغويشيا على موقع رابطة محترفي التنس (الإنجليزية)
- إدواردو بينغويشيا على موقع الاتحاد الدولي لكرة المضرب (الإنجليزية)
- إدواردو بينغويشيا على موقع كأس ديفيز (الإنجليزية)
- إدواردو بينغويشيا على موقع خلاصة التنس.كوم (الإنجليزية)